# Appetite for Destruction Tour
L'Appetite for Destruction Tour è stato il primo tour mondiale dei Guns N' Roses, in promozione al loro album di debutto Appetite for Destruction del 1987.
La tournée è durata ben sedici mesi e ha visto il gruppo aprire concerti per artisti come The Cult, Mötley Crüe, Alice Cooper, Iron Maiden e Aerosmith; questo, inoltre, è stato l'unico tour in cui la band si sia esibita con la formazione originale (Axl Rose, Slash, Duff McKagan, Izzy Stradlin e Steven Adler).
Il 20 agosto 1988 la band prese parte al Monsters of Rock a Donington, Londra. A inizio concerto i centomila presenti iniziarono a muoversi continuamente avanti e indietro; nonostante le richieste di Axl Rose di far allontanare la folla dalle transenne che li separavano dal palco, due spettatori morirono calpestati dalla folla mentre il gruppo eseguiva It's So Easy. Il fatto ebbe un forte impatto mediatico e il gruppo fu poi accusato di aver continuato l'esibizione nonostante le pericolose condizioni della folla. In realtà, non appena venuti a sapere della morte dei due ragazzi, seppur a concerto ormai inoltrato la band richiamò nuovamente la folla e chiuse frettolosamente l'esibizione.

## Date
| 14 agosto 1987    | Halifax               | Canada         | Halifax Metro Centre                      | Primo concerto di apertura per i Cult                                                      |
| 15 agosto 1987    | Moncton               | Canada         | Moncton Coliseum                          |                                                                                            |
| 17 agosto 1987    | Montréal              | Canada         | Verdun Auditorium                         |                                                                                            |
| 18 agosto 1987    | Kitchener             | Canada         | Super Skate 7                             |                                                                                            |
| 19 agosto 1987    | Toronto               | Canada         | CNE Grandstand                            |                                                                                            |
| 21 agosto 1987    | Detroit               | Stati Uniti    | State Theatre                             |                                                                                            |
| 22 agosto 1987    | Chicago               | Stati Uniti    | Aragon Ballroom                           |                                                                                            |
| 24 agosto 1987    | Winnipeg              | Canada         | Winnipeg Arena                            |                                                                                            |
| 26 agosto 1987    | Edmonton              | Canada         | Edmonton Convention Centre                |                                                                                            |
| 27 agosto 1987    | Calgary               | Canada         | Max Bell Arena                            |                                                                                            |
| 29 agosto 1987    | Vancouver             | Canada         | Coliseum Theatre Stage                    |                                                                                            |
| 30 agosto 1987    | Seattle               | Stati Uniti    | Paramount Theatre                         |                                                                                            |
| 2 settembre 1987  | San Francisco         | Stati Uniti    | Warfield Theatre                          |                                                                                            |
| 3 settembre 1987  | Santa Cruz            | Stati Uniti    | Santa Cruz Civic Auditorium               |                                                                                            |
| 4 settembre 1987  | San Diego             | Stati Uniti    | Open Air Theatre                          |                                                                                            |
| 5 settembre 1987  | Long Beach            | Stati Uniti    | Long Beach Arena                          |                                                                                            |
| 12 settembre 1987 | Austin                | Stati Uniti    | Palmer Auditorium                         |                                                                                            |
| 13 settembre 1987 | Dallas                | Stati Uniti    | Bronco Bowl Auditorium                    |                                                                                            |
| 16 settembre 1987 | Houston               | Stati Uniti    | Houston Music Hall                        |                                                                                            |
| 17 settembre 1987 | New Orleans           | Stati Uniti    | Saenger Theatre                           | Ultimo concerto di apertura per i Cult                                                     |
| Europa            |                       |                |                                           |                                                                                            |
| 29 settembre 1987 | Amburgo               | Germania Ovest | Markthalle                                |                                                                                            |
| 30 settembre 1987 | Düsseldorf            | Germania Ovest | Tor 3                                     |                                                                                            |
| 2 ottobre 1987    | Amsterdam             | Paesi Bassi    | Paradiso                                  |                                                                                            |
| 4 ottobre 1987    | Newcastle upon Tyne   | Inghilterra    | Newcastle City Hall                       |                                                                                            |
| 5 ottobre 1987    | Nottingham            | Inghilterra    | Rock City                                 |                                                                                            |
| 6 ottobre 1987    | Manchester            | Inghilterra    | Manchester Apollo                         |                                                                                            |
| 7 ottobre 1987    | Bristol               | Inghilterra    | Colston Hall                              |                                                                                            |
| 8 ottobre 1987    | Londra                | Inghilterra    | Hammersmith Odeon                         |                                                                                            |
| Nord America      |                       |                |                                           |                                                                                            |
| 16 ottobre 1987   | Bay Shore             | Stati Uniti    | The Sundance                              |                                                                                            |
| 17 ottobre 1987   | Allentown             | Stati Uniti    | Airport Music Hall                        |                                                                                            |
| 18 ottobre 1987   | Baltimora             | Stati Uniti    |                                           |                                                                                            |
| 20 ottobre 1987   | Filadelfia            | Stati Uniti    | Trocadero                                 |                                                                                            |
| 21 ottobre 1987   | Albany                | Stati Uniti    |                                           |                                                                                            |
| 22 ottobre 1987   | Randolph              | Stati Uniti    | Obsessions                                | Probabilmente cancellato                                                                   |
| 23 ottobre 1987   | New York              | Stati Uniti    | The Ritz                                  |                                                                                            |
| 25 ottobre 1987   | Poughkeepsie          | Stati Uniti    | The Chance                                |                                                                                            |
| 26 ottobre 1987   | Providence            | Stati Uniti    |                                           |                                                                                            |
| 27 ottobre 1987   | Boston                | Stati Uniti    | The Paradise                              |                                                                                            |
| 29 ottobre 1987   | New York City         | Stati Uniti    | L'amour                                   |                                                                                            |
| 30 ottobre 1987   | New York City         | Stati Uniti    | CBGB                                      | Concerto acustico                                                                          |
| 31 ottobre 1987   | Syracuse              | Stati Uniti    | The Horizon                               |                                                                                            |
| 1º novembre 1987  | Washington            | Stati Uniti    |                                           |                                                                                            |
| 3 novembre 1987   | Alabama               | Stati Uniti    | Mobile Municipal Auditorium               | Primo concerto di apertura per i Mötley Crüe                                               |
| 4 novembre 1987   | Albany                | Stati Uniti    | Albany Civic Center                       |                                                                                            |
| 6 novembre 1987   | Lafayette             | Stati Uniti    | Cajundome                                 |                                                                                            |
| 7 novembre 1987   | New Orleans           | Stati Uniti    | Lakefront Arena                           |                                                                                            |
| 8 novembre 1987   | Jackson               | Stati Uniti    | Mississippi Coliseum                      |                                                                                            |
| 10 novembre 1987  | Huntsville            | Stati Uniti    | Von Braun Civic Center                    |                                                                                            |
| 11 novembre 1987  | Charlotte             | Stati Uniti    |                                           |                                                                                            |
| 13 novembre 1987  | Savannah              | Stati Uniti    |                                           |                                                                                            |
| 14 novembre 1987  | Columbia              | Stati Uniti    |                                           |                                                                                            |
| 15 novembre 1987  | Greensboro            | Stati Uniti    |                                           |                                                                                            |
| 17 novembre 1987  | Knoxville             | Stati Uniti    | Knoxville Civic Auditorium and Coliseum   |                                                                                            |
| 18 novembre 1987  | Birmingham            | Stati Uniti    |                                           |                                                                                            |
| 20 novembre 1987  | Atlanta               | Stati Uniti    | The Omni                                  |                                                                                            |
| 21 novembre 1987  | Chattanooga           | Stati Uniti    | UTC Arena                                 |                                                                                            |
| 22 novembre 1987  | Atlanta               | Stati Uniti    | The Omni                                  |                                                                                            |
| 24 novembre 1987  | Lakeland              | Stati Uniti    | Lakeland Civic Center                     |                                                                                            |
| 25 novembre 1987  | Lakeland              | Stati Uniti    | Lakeland Civic Center                     |                                                                                            |
| 26 novembre 1987  | Jacksonville          | Stati Uniti    |                                           |                                                                                            |
| 27 novembre 1987  | North Fort Myers      | Stati Uniti    | Lee County Civic Center                   |                                                                                            |
| 29 novembre 1987  | Pembroke Pines        | Stati Uniti    | Hollywood Sportatorium                    | Ultimo concerto di apertura per i Mötley Crüe                                              |
| 4 dicembre 1987   | Dallas                | Stati Uniti    | Fair Park Coliseum                        | Primo concerto di apertura per Alice Cooper                                                |
| 5 dicembre 1987   | Houston               | Stati Uniti    |                                           |                                                                                            |
| 7 dicembre 1987   | San Antonio           | Stati Uniti    |                                           |                                                                                            |
| 8 dicembre 1987   | Midland               | Stati Uniti    |                                           |                                                                                            |
| 9 dicembre 1987   | McAllen               | Stati Uniti    | Villa Real Convention Center              |                                                                                            |
| 12 dicembre 1987  | Louisville            | Stati Uniti    | Louisville Gardens                        |                                                                                            |
| 17 dicembre 1987  | Saint Paul            | Stati Uniti    | Roy Wilkins Auditorium                    |                                                                                            |
| 18 dicembre 1987  | Chicago               | Stati Uniti    | UIC Pavilion                              | Primo concerto con Fred Coury dei Cinderella alla batteria                                 |
| 19 dicembre 1987  | Madison               | Stati Uniti    | Dane County Coliseum                      | Ultimo concerto di apertura per Alice Cooper                                               |
| 26 dicembre 1987  | Pasadena              | Stati Uniti    | Perkins Palace                            |                                                                                            |
| 26 dicembre 1987  | Pasadena              | Stati Uniti    | Perkins Palace                            |                                                                                            |
| 27 dicembre 1987  | Pasadena              | Stati Uniti    | Perkins Palace                            |                                                                                            |
| 30 dicembre, 1987 | Pasadena              | Stati Uniti    | Perkins Palace                            |                                                                                            |
| 31 dicembre 1987  | Los Angeles           | Stati Uniti    | The Glamour                               |                                                                                            |
| 5 gennaio 1988    | Santa Monica          | Stati Uniti    | Santa Monica Civic Auditorium             | Primo concerto di apertura per i Great White; ultimo concerto con Fred Coury alla batteria |
| 21 gennaio 1988   | Los Angeles           | Stati Uniti    | The Cathouse                              | Artista ospite Vince Neil dei Mötley Crüe                                                  |
| 31 gennaio 1988   | New York City         | Stati Uniti    | The Limelight                             | Parzialmente acustico                                                                      |
| 2 febbraio 1988   | New York City         | Stati Uniti    | The Ritz                                  | Speciale MTV                                                                               |
| 4 febbraio 1988   | Sacramento            | Stati Uniti    | Crest Theatre                             |                                                                                            |
| 5 febbraio 1988   | San Francisco         | Stati Uniti    | Warfield Theatre                          |                                                                                            |
| 6 febbraio 1988   | Fresno                | Stati Uniti    | The Warfield                              |                                                                                            |
| 8 febbraio 1988   | San Diego             | Stati Uniti    | Montezuma Hall                            |                                                                                            |
| 9 febbraio 1988   | Anaheim               | Stati Uniti    | Celebrity Theatre                         |                                                                                            |
| 10 febbraio 1988  | Anaheim               | Stati Uniti    | Celebrity Theatre                         |                                                                                            |
| 12 febbraio 1988  | Phoenix               | Stati Uniti    | Celebrity Theatre                         |                                                                                            |
| 13 febbraio 1988  | Phoenix               | Stati Uniti    | Celebrity Theatre                         | Probabilmente cancellato                                                                   |
| 26 aprile 1988    | Burlington            | Stati Uniti    | Memorial Auditorium                       |                                                                                            |
| 28 aprile 1988    | Oshkosh               | Stati Uniti    | Oshkosh Center                            |                                                                                            |
| 29 aprile 1988    | Rockford              | Stati Uniti    | Coronado Theatre                          |                                                                                            |
| 30 aprile 1988    | Danville              | Stati Uniti    | Danville Civic Center                     |                                                                                            |
| 1º maggio 1988    | Toledo                | Stati Uniti    | Toledo Sports Arena                       |                                                                                            |
| 3 maggio 1988     | Grand Rapids          | Stati Uniti    | DeVos Hall                                |                                                                                            |
| 5 maggio 1988     | Cleveland             | Stati Uniti    | Music Hall                                |                                                                                            |
| 6 maggio 1988     | Saginaw               | Stati Uniti    | Saginaw Civic Center                      |                                                                                            |
| 7 maggio 1988     | Detroit               | Stati Uniti    | State Theatre                             |                                                                                            |
| 9 maggio 1988     | New York City         | Stati Uniti    | Felt Forum                                |                                                                                            |
| 10 maggio 1988    | Upper Darby           | Stati Uniti    | Tower Theater                             |                                                                                            |
| 11 maggio 1988    | Boston                | Stati Uniti    | Orpheum Theatre                           |                                                                                            |
| 13 maggio 1988    | Moncton               | Canada         | Moncton Coliseum                          | Primo concerto di apertura per gli Iron Maiden                                             |
| 14 maggio 1988    | Halifax               | Canada         | Halifax Metro Centre                      |                                                                                            |
| 16 maggio 1988    | Québec                | Canada         | Quebec Coliseum                           |                                                                                            |
| 17 maggio 1988    | Montréal              | Canada         | Montreal Forum                            |                                                                                            |
| 18 maggio 1988    | Ottawa                | Canada         | Ottawa Civic Centre                       |                                                                                            |
| 20 maggio 1988    | Toronto               | Canada         | CNE Grandstand                            |                                                                                            |
| 23 maggio 1988    | Winnipeg              | Canada         | Winnipeg Arena                            |                                                                                            |
| 25 maggio 1988    | Edmonton              | Canada         | Northlands Arena                          |                                                                                            |
| 27 maggio 1988    | Calgary               | Canada         | Olympic Saddledome                        | con Kid "Haggis" Chaos dei Cult al basso                                                   |
| 30 maggio 1988    | Vancouver             | Canada         | PNE Coliseum                              |                                                                                            |
| 30 maggio 1988    | Vancouver             | Canada         | PNE Coliseum                              |                                                                                            |
| 31 maggio 1988    | Spokane               | United States  | Spokane Coliseum                          |                                                                                            |
| 1º giugno 1988    | Seattle               | United States  | Seattle Center Coliseum                   |                                                                                            |
| 3 giugno 1988     | Salt Lake City        | United States  | Salt Palace                               |                                                                                            |
| 5 giugno 1988     | Mountain View         | United States  | Shoreline Amphitheatre                    |                                                                                            |
| 6 giugno 1988     | Sacramento            | United States  | California Exhibition Center              |                                                                                            |
| 9 giugno 1988     | Irvine                | United States  | Irvine Meadows Amphitheatre               | Ultimo concerto di apertura per gli Iron Maiden; Duff McKagan alla voce                    |
| 9 luglio 1988     | Phoenix               | United States  | Celebrity Theatre                         |                                                                                            |
| 10 luglio 1988    | Phoenix               | United States  | Celebrity Theatre                         |                                                                                            |
| 17 luglio 1988    | Hoffman Estates       | United States  | Poplar Creek Music Theater                | Primo concerto di apertura per gli Aerosmith                                               |
| 19 luglio 1988    | Richfield             | United States  | Richfield Coliseum                        |                                                                                            |
| 20 luglio 1988    | Wheeling              | United States  | Wheeling Civic Center                     |                                                                                            |
| 22 luglio 1988    | Cape Girardeau        | United States  | Show Me Center                            |                                                                                            |
| 24 luglio 1988    | Dallas                | United States  | Starplex Amphitheatre                     |                                                                                            |
| 26 luglio 1988    | Bonner Springs        | United States  | Sandstone Amphitheater                    |                                                                                            |
| 27 luglio 1988    | Ames                  | United States  | Hilton Coliseum                           |                                                                                            |
| 29 luglio 1988    | East Troy             | United States  | Alpine Valley Music Theatre               |                                                                                            |
| 30 luglio 1988    | Mears                 | United States  | Val Du Lakes Amphitheatre                 |                                                                                            |
| 1º agosto 1988    | Cincinnati            | United States  | Riverbend Music Center                    |                                                                                            |
| 2 agosto 1988     | Indianapolis          | United States  | Market Square Arena                       |                                                                                            |
| 4 agosto 1988     | Filadelfia            | United States  | Spectrum                                  |                                                                                            |
| 5 agosto 1988     | Filadelfia            | United States  | Spectrum                                  |                                                                                            |
| 6 agosto 1988     | Saratoga Springs      | United States  | Performing Arts Center                    |                                                                                            |
| 7 agosto 1988     | Middletown (New York) | United States  | Orange County Fairgrounds                 |                                                                                            |
| 9 agosto 1988     | Weedsport             | United States  | Cayuga County Fairgrounds                 |                                                                                            |
| 11 agosto 1988    | Clarkston             | United States  | Pine Knob Music Theatre                   |                                                                                            |
| 12 agosto 1988    | Clarkston             | United States  | Pine Knob Music Theatre                   |                                                                                            |
| 13 agosto 1988    | Clarkston             | United States  | Pine Knob Music Theatre                   |                                                                                            |
| 16 agosto 1988    | East Rutherford       | United States  | Giants Stadium                            |                                                                                            |
| 16 agosto 1988    | East Rutherford       | United States  | Giants Stadium                            | Riprese del video Paradise City                                                            |
| 17 agosto 1988    | Columbia              | United States  | Merriweather Post Pavilion                |                                                                                            |
| Europa            |                       |                |                                           |                                                                                            |
| 20 agosto 1988    | Castle Donington      | Inghilterra    | Donington Park                            | Monsters of Rock                                                                           |
| Nord America      |                       |                |                                           |                                                                                            |
| 24 agosto 1988    | Mansfield             | Stati Uniti    | Great Woods                               | Ri-inizio del tour con gli Aerosmith                                                       |
| 25 agosto 1988    | Mansfield             | Stati Uniti    | Great Woods                               |                                                                                            |
| 26 agosto 1988    | Mansfield             | Stati Uniti    | Great Woods                               |                                                                                            |
| 28 agosto 1988    | Newark                | Stati Uniti    | Buckeye Lake Music Center                 |                                                                                            |
| 30 agosto 1988    | Wilkes-Barre          | Stati Uniti    | Mohegan Sun at Pocono Downs               |                                                                                            |
| 30 agosto 1988    | Pittsburgh            | Stati Uniti    | Civic Arena                               |                                                                                            |
| 2 settembre 1988  | Antioch               | Stati Uniti    | Starwood Amphitheatre                     |                                                                                            |
| 3 settembre 1988  | Saint Louis           | Stati Uniti    | St. Louis Arena                           |                                                                                            |
| 8 settembre 1988  | Concord               | Stati Uniti    | Concord Pavilion                          |                                                                                            |
| 10 settembre 1988 | Mountain View         | Stati Uniti    | Shoreline Amphitheatre                    |                                                                                            |
| 12 settembre 1988 | Chandler              | Stati Uniti    | Compton Terrace                           |                                                                                            |
| 14 settembre 1988 | Costa Mesa            | Stati Uniti    | Pacific Amphitheatre                      |                                                                                            |
| 15 settembre 1988 | Costa Mesa            | Stati Uniti    | Pacific Amphitheatre                      | Ultima concerto di apertura per gli Aerosmith                                              |
| 17 settembre 1988 | Irving                | Stati Uniti    | Texas Stadium                             | Concerto di apertura per gli INXS                                                          |
| Asia              |                       |                |                                           |                                                                                            |
| 4 dicembre 1988   | Tokyo                 | Giappone       | NHK Hall                                  |                                                                                            |
| 5 dicembre 1988   | Osaka                 | Giappone       | Festival Hall                             |                                                                                            |
| 7 dicembre 1988   | Tokyo                 | Giappone       | Nakano Sun Plaza                          |                                                                                            |
| 9 dicembre 1988   | Tokyo                 | Giappone       | NHK Hall                                  |                                                                                            |
| 10 dicembre 1988  | Tokyo                 | Giappone       | Nippon Budokan                            |                                                                                            |
| Australia         |                       |                |                                           |                                                                                            |
| 14 dicembre 1988  | Melbourne             | Australia      | Melbourne Sports and Entertainment Centre |                                                                                            |
| 15 dicembre 1988  | Melbourne             | Australia      | Melbourne Sports and Entertainment Centre |                                                                                            |
| 17 dicembre 1988  | Sydney                | Australia      | Sydney Entertainment Centre               |                                                                                            |
| 19 dicembre 1988  | Auckland              | Nuova Zelanda  | Mount Smart Stadium                       |                                                                                            |